# Грязнов, Иван Никифорович
Ива́н Ники́форович Грязно́в (1725— 15 (26) июля 1774) — участник Крестьянской войны 1773—1775 годов, предводитель восстания в Исетской провинции. В ноябре—декабре 1773 года был одним из организаторов производства пушек и боеприпасов для армии Е. И. Пугачёва. С января 1774 года руководил действиями восставших при осаде и взятии Челябинска.

## Биография

### До восстания
Родом из купеческой семьи, по одним данным — из Симбирска, по другим — из Екатеринбургского горного ведомства. К началу пугачёвского восстания Грязнов как купец разорился и своего торгового дела не имел, последние годы служил приказчиком на ряде уральских металлургических заводов. Судя по сохранившимся письмам и воззваниям Грязнова к властям и жителям Челябинска в период осады города, он был неплохо образован, обладал собственным взглядом на существующие в государстве порядки. Был «корпусом крепок, лицом смугловат, бороду и волосы имел чёрные, но был плешив».

### Участие в восстании Пугачёва
В сентябре 1773 года в Оренбургской губернии вспыхнуло восстание яицких казаков, поводом для которого явилось объявление «чудом спасшегося императора Петра Фёдоровича» — донского казака Емельяна Пугачёва. С прибытием пугачёвцев под Оренбург в начале октября началось активное присоединение к восставшим татар, башкир, недовольных потерей своих лесных и земельных угодий из-за промышленного освоения Урала. Присоединившиеся к армии «Петра III» башкирские отряды стремились в первую очередь уничтожить заводы и заводские поселения на своих землях. В этих условиях заводские крестьяне и работные люди, имевшие свои причины для недовольства существующими порядками, активно присягали «императору Петру Фёдоровичу», в том числе и с целью получить от пугачёвцев защиту от башкирских набегов и разорения.
Иван Грязнов примкнул к пугачёвцам в составе отряда из приписных заводских крестьян в самом начале восстания в октябре 1773 года и участвовал в захвате Стерлитамакской пристани на реке Белой и Табынского городка, при этом В. В. Мавродин и Ю. А. Лимонов называют его предводителем объединённых отрядов башкир, заводских крестьян и исетских казаков, взявших городки, в то время, как историк М. И. Минеев считал, что общее руководство было за атаманом Хлопушей, по мнению башкирского историка С. У. Таймасова отрядами предводительствовал башкирский старшина Каскын Самаров.
В конце ноября 1773 года часть отряда восставших из под Стерлитамакской крепости прибыла к Богоявленскому медеплавильному заводу заводчиков Твердышева и Мясникова. По мнению Мавродина, «заводские крестьяне радушно встретили отряд пугачевцев, прибывший сюда… Есть основание предполагать, что возглавил эту партию симбирский купец Иван Никифорович Грязнов…» Следом к отряду Грязнова добровольно присоединились крестьяне Воскресенского медеплавильного завода во главе с будущим главным товарищем Грязнова Григорием Тумановым. По сведениям, приведенным Таймасовым, Богоявленский завод был взят отрядом башкир в 500 человек под командованием старшины Канбулата Юлдашева, а Воскресенский завод — отрядами Чики-Зарубина.
Взятие Богоявленского и Воскресенского завода датируется концом ноября 1773 года, в то время, как по мнению Ю. А. Лимонова, Иван Грязнов уже в начале ноября прибыл в ставку к Пугачёву в Бердскую слободу и предложил организовать литьё пушек и ядер на окрестных заводах для нужд войск восставших. Из числа работных людей и заводских крестьян, собранных в Бердах, Грязнов смог отобрать тех, кто мог бы помочь с литьём пушек, среди которых были «умеющий механической науке» Василий Макшонцев, «умеющий литью чугунных припасов» Василий Алимпеев, чертёжник и рисовальщик Василий Логинов. Отправленные на Воскресенский завод, мастеровые сумели отлить 11 орудий для армии Пугачёва, а также ядра и бомбы.

### В Исетской провинции. Осада Челябинска

Мемориальная доска И.Н.Грязнову в Першино (Челябинск)

Пугачёв оценил энергию и деловой опыт Грязнова, направив его в звании «главного полковника» во главе отряда казаков, башкир и заводских крестьян в Исетский район — крайне важный район для восставших в связи с большим количеством заводов, рудников и сравнительно густозаселенный. В районе уже действовали башкирские отряды, а с середины декабря по приказу Чики-Зарубина в Исетскую провинцию с полномочиями атамана над башкирскими, казацкими и заводскими отрядами прибыл Табынский казак Иван Кузнецов, в результате действий которого к восставшим присоединились работные люди и приписные крестьяне Саткинского, Златоустовского и Катав-Ивановского завода. Кузнецов успешно увеличивал свой отряды за счёт притока местных исетских казаков и заводских крестьян, когда поступили сведения о назначении в Исетскую провинцию Грязнова. Зарубин отправил Кузнецова для координации действий отрядов восставших в районе Красноуфимска и Кунгура.
Сформировав на Саткинском и Златоустовском заводах свой отряд в 700 человек, 3 (14) января 1774 года Грязнов прибыл в слободу Кундравинскую в 70 верстах от Челябинска, где жители ранее уже сформировали отряд для защиты от башкирских набегов и сочли за лучшее присягнуть «императору Петру Фёдоровичу». Таким же образом к восставшим присоединились Кыштымские и Каслинский заводы, Верхнеувельская слобода, Коельская и Чебаркульская крепости, а также множество других окрестных селений. За короткое время отряды Грязнова выросли в настоящую армию численностью около 6 тысяч человек.
Грязнов сумел установить связь с атаманом исетских казаков в административном центре провинции Челябинске Максимом Уржумцевым, убедив казаков присоединиться к «Петру III». В мирное время казаки составляли большую часть жителей Челябинска, но с началом восстания в город были стянуты около 2 тысяч государственных крестьян, призванных в «выписные казаки», а также рота тобольского городского батальона с полевыми пушками. Рассчитывая на помощь Грязнова, 5 января челябинские казаки подняли мятеж, но решительные действия командира тобольцев подпоручика Пушкарева привели к тому, что мятеж был подавлен, а большинству казаков пришлось бежать из города.
Грязнов прибыл к Челябинску в ночь на 8 января во главе отряда из 4 тысяч человек, отправив в город два возвания — к товарищу воеводы с призывом прекратить сопротивление и к жителям Челябинска с призывом покориться «законному государю». Последний документ предвосхитил пугачёвские манифесты о вольности крестьян, в довольно поэтическом стиле заявляя об отсутствии у дворян прав собственности на крестьян:

…господь наш Иисус Христос желает и произвести соизволяет своим святым промыслом Россию от ига работы, какой же, говорю я вам. Всему свету известно, сколько во изнурение приведена Россия, от кого ж,— вам самим то небезизвестно. Дворянство обладает крестьянеми, но, хотя в законе Божием и написано, чтоб оне крестьян также содержали, как и детей, но оне не только за работника, но хуже почитали полян своих, с которыми гоняли за зайцами. Компанейщики завели премножество заводов и так крестьян работою удручили, что и в сылках тово никогда не бывало, да и нет. А напротив тово, з женами и детьми малолетными не было ли ко господу слез! И чрез то, услыша, яко изральтян от ига работы избавляет. Дворянство же премногощедраго отца отечества, великаго государя Петра Феодоровича за то, что он соизволил при вступлении своем на престол о крестьянех указать, чтоб у дворян их не было во владении, но то дворянем нежели ныне, но и тогда не пользовало, а кольми паче ныне изгнали всяким неправедным наведением. И так чрез то принужденным нашолся одиннатцать лет отец наш странствовать, а мы, бедные люди, оставались сиротами…— Обращение полковника И. Н. Грязнова к жителям Челябинска
9 января Грязнов открыл огонь по стенам челябинской крепости, но мощный ответный удар из 18 орудий вынудил пугачёвцев отойти от стен города. 10 января к Грязнову прибыло подкрепление из заводских крестьян и выписных казаков Кыштымского завода с пушками и Грязнов приказал штурмовать крепость. Бой продолжался более 5 часов, но гарнизон Челябинска сумел отбить все атаки. К тому же к Грязнову поступили сведения о приближении из Западной Сибири корпуса генерала Деколонга, и он решил отвести свои силы к Чебаркульской крепости. Продолжая оттуда агитацию среди заводского населения, башкир, мишарей и значительно пополнив свои отряды, в двадцатых числах января Грязнов вновь подошёл к Челябинску. Не предпринимая попыток штурма, пугачёвцы фактически осадили город. 1 февраля Деколонг решился на вылазку и атаковал лагерь Грязнова, но после 4-часового боя вернулся в город. Опасаясь полной блокады, 8 (19) февраля правительственные войска вместе с местными чиновниками и частью обывателей покинули Челябинск.
Со взятием Челябинска упоминания о Грязнове в исторических документах исчезают. Известно, что он оставил во главе главных сил в Челябинске руководителя канцелярии повстанцев Григория Туманова, а сам с небольшим отрядом отправился на запад. Таймасов пишет, что Грязнов из Челябинска прибыл в лагерь главной армии Пугачёва в Бердах и затем проделал с ней весь путь от Белорецкого завода до Казани, в боях у которой с отрядом Михельсона Грязнов погиб.

## Признание и память
В микрорайоне Першино в Челябинске Грязнову установлена мемориальная доска на здании школы № 71, находящейся на улице 32-й Годовщины Октября.